# Bokuzen Hidari
Bokuzen Hidari (左卜全, Hidari Bokuzen) est un acteur japonais, né le 20 février 1894 dans le village de Kotesashi (aujourd'hui inclus dans la ville de Tokorozawa) et mort le 26 mai 1971. Son vrai nom est Ichirō Mikashima (三ヶ島一郎, Mikashima Ichirō).

## Biographie
Il est apparu notamment dans plusieurs films d'Akira Kurosawa, dont Les Sept Samouraïs.
Bokuzen Hidari a tourné dans plus de 160 films entre 1950 et 1971.

## Filmographie partielle
- 1950 : Scandale (醜聞, Shūbun?) d'Akira Kurosawa
- 1951 : L'Idiot (白痴, Hakuchi?) d'Akira Kurosawa
- 1952 : Vivre (生きる, Ikiru?) d'Akira Kurosawa
- 1952 : La Belle et le Voleur (美女と盗賊, Bijo to tozoku?) de Keigo Kimura
- 1954 : Les Sept Samouraïs (七人の侍, Shichinin no samurai?) d'Akira Kurosawa
- 1955 : Journal d'un policier (警察日記, Keisatsu nikki?) de Seiji Hisamatsu
- 1955 : Les Loups (狼, Okami?) de Kaneto Shindō
- 1955 : Maternité éternelle (乳房よ永遠なれ, Chibusa yo eien nare?) de Kinuyo Tanaka : le mari de Hide
- 1956 : L'Étrange amour de la femme blanche (白夫人の妖恋, Byaku fujin no yoren?) de Shirō Toyoda
- 1957 : Les Bas-fonds (どん底, Donzoko?) d'Akira Kurosawa
- 1957 : Une femme indomptable (あらくれ, Arakure?) de Mikio Naruse
- 1958 : L'Homme au pousse-pousse (無法松の一生, Muhomatsu no issho?) de Hiroshi Inagaki
- 1959 : Le Sifflement de Kotan (コタンの口笛, Kotan no kuchibue?) de Mikio Naruse
- 1960 : The Human Vapor (ガス人間第1号, Gasu ningen daiichigō?) d'Ishirō Honda
- 1965 : Barberousse (赤ひげ, Akahige?) d'Akira Kurosawa
- 1966 : Les Tueuses en collants noirs (俺にさわると危ないぜ, Ore ni sawaru to abunaize?) de Yasuharu Hasebe
- 1969 : Akage (赤毛?) de Kihachi Okamoto
- 1970 : C'est dur d'être un homme : Le Grand Amour (男はつらいよ フーテンの寅, Otoko wa tsurai yo: Fūten no Tora?) d'Azuma Morisaki (en) : Toru